# Bocadolça
El bocadolça (Heptranchias perlo) és una espècie de tauró de la família Hexanchidae d'àmplia distribució mundial, incloent-hi la Mediterrània.

## Descripció
- Cos allargat amb el cap petit i el musell punxegut.
- Sense membrana nictitant.
- Presenta set parells de fenedures branquials.
- Boca ínfera.
- Una sola aleta dorsal molt endarrerida.
- El color és marró grisós amb el ventre una mica més clar. En els individus joves l'extrem distal de l'aleta dorsal i caudal és de color ombrejat negre.
- La femella pot assolir els 137 cm de longitud, el mascle és més petit.
- Pot arribar a pesar 200 kg.
- La maduresa sexual l'adquireixen quan fan 85 cm els mascles i 89 a 93 cm les femelles.

## Hàbitat
Freqüenta els fons tous, fangosos o sorrencs, entre els 27 i 720 m de profunditat. Però se'l pot trobar tant en aigües somes com a 1.000 m de fondària.

## Alimentació
Menja sobretot lluços i altres peixos ossis, també invertebrats cefalòpodes, com calamars o sèpies, i crustacis bentònics, però en menor proporció.

## Reproducció
És ovovivípar aplacentari. Pot tindre de 9 a 20 cries per ventrada, que mesuren en néixer uns 26 cm de longitud. S'han citat femelles amb òvuls ben desenvolupats des del juliol fins al novembre.

## Aprofitament
Es captura amb assiduïtat però no té gaire acceptació comercial.